# Стефан Ханджията
Стефан Ханджията е български революционер, войвода на Вътрешната македоно-одринска революционна организация.

## Биография
Присъединява се към ВМОРО и първоначално е четник при Лука Джеров. През Илинденско-Преображенското въстание е самостоятелен войвода на чета в Кичевско и води сражение при село Извор и прохода Лопушник.